# Olendon

Olendon este o comună în departamentul Calvados, Franța. În 1 ianuarie 2022 avea o populație de 186 de locuitori.